# Daily Operation
Daily Operation to trzeci studyjny album hip-hopowej grupy Gang Starr.
W 1998 magazyn The Source ogłosił go jednym ze stu najlepszych rapowych albumów.

## Lista utworów
1. „Daily Operation (Intro)” – :27
2. „The Place Where We Dwell” – 2:27
3. „Flip the Script” – 4:02
4. „Ex Girl to Next Girl” – 4:40
5. „Soliloquy of Chaos” – 3:13
6. „I'm the Man” (gościnnie: Jeru The Damaja i Lil' Dap) – 4:05
7. „92 Interlude” – :28
8. „Take It Personal” – 3:07
9. „2 Deep” – 3:38
10. „24-7/365” – :24
11. „No Shame in My Game” – 3:55
12. „Conspiracy” – 2:48
13. „The Illest Brother” – 4:44
14. „Hardcore Composer” – 3:16
15. „B.Y.S.” – 3:06
16. „Much Too Much (Mack a Mil)” – 3:31
17. „Take Two and Pass” – 3:15
18. „Stay Tuned” – 2:31

## Sample
The Place Where We Dwell
- „Introduction” Cannonball Adderley
- „I Cram to Understand” MC Lyte

Ex Girl to Next Girl
- „Funk it Up” Caesar Frazier
- „Criminal Minded” Boogie Down Productions (głos: KRS-ONE)

Soliloquy of Chaos
- „Misdemeanor” Ahmad Jamal

I'm the Man
- „White Lightnin' (I Mean Moonshine)” James Brown
- „When the World's at Peace” The O’Jays
- „Goo Goo Wah Wah” Wah Wah Watson
- „II BS” Charles Mingus

92 Interlude
- „Young Gifted and Black” Aretha Franklin

Take It Personal
- „It's a New Day” Skull Snaps

2 Deep
- „Funky Drummer” James Brown
- „Lovely is Today” Eddie Harris

24-7/365
- „Big Sur Suite” John Hammond

No Shame in My Game
- „In the Middle of the River” The Crusaders

Conspiracy
- „High as Apple Pie – Slice II” Charles Wright & the Watts 103rd Street Rhythm Band

The Illest Brother
- „Ghetto Child” Ahmad Jamal
- „Jail” Richard Pryor
- „Get out of My Life, Woman” Bill Cosby

Hardcore Composer
- „Detroit Soul” Paul Nero
- „Straight Out the Jungle” Jungle Brothers

B.Y.S.
- „I Got Some” Billy Gardner

Much Too Much (Mack a Mil)
|* „Gimme Some More” The J.B.'s
Take Two and Pass
- „Frantic Moment” Eddie Hazel

Stay Tuned
- „I Wanna Hear from You” Ohio Players

## Single
| Informacje |
| --- |
| „2 Deep” [Wydany w Europie] - Wydany: 1992 - B-side: „Take It Personal” & „Now You're Mine”                       |
| „Take It Personal” - Wydany: 30 marca 1992 - B-side: „DWYCK"                                                      |
| „Ex Girl to Next Girl” - Wydany: 18 sierpnia 1992 - B-side: „B.Y.S.” & „DWYCK"                                    |
| „Gotta Get Over (Taking Loot)” [Nie jest singlem z albumu] - Wydany: 13 stycznia 1993 - B-side: „Flip The Script” |